# Жикица Димитријевић
Жикица Димитријевић (1959, Врање) српски је песник и прозни писац.
Рођен је у Врању 1959. године. Студирао је Правни факултет у Београду. Члан је и један од оснивача Удружења Књижевника Врања (УКВ). Уредник едиције, Облик и едиције, Драме, у Удруежењу књижевника Врања. Од септембра 2023. је председник Удружења, изабран на редовној скупштини. Живи и ради у Врању.

## Дела
- Тако се то збило, Прес клуб Лесковац, Лесковац, 2003;
- Нећу да се жалим, Народни универзитет, Врање, 2005;
- Кад сам био мали, Врањске књиге, Врање, 2009;
- Разум нека суди, Српска књига М, Рума, 2016;
- Царске игре, Удружење књижевника Врања, Врање 2018;
- Распевани стихови, Покрет "Чувари Србије" Врање, Врање, 2019;[2]
- Књиге читају нас, Покрет "Чувари Србије", Врање, 2021,
- Ирис и крокодили, Удружење књижевника Врања, Врање, 2023.
- Царски игри (превод на Мекедонском), Азбука, Скопље, 2024.
- Побратими на он`ј свет (радио драма) продукција РТ Фокус и УКВ, 2024.
- Побратими на он`ј свет (радио драма), Удружење књижевника Врања, 2025.